# Mannagettaea labiata
Mannagettaea labiata är en snyltrotsväxtart som beskrevs av Harry Sm.. Mannagettaea labiata ingår i släktet Mannagettaea och familjen snyltrotsväxter. Inga underarter finns listade i Catalogue of Life.